# Parque nacional de Prielbrusye
El parque nacional de Prielbrusye (en ruso: Национальный парк «Приэльбрусье») se encuentra en el monte Elbrús, la montaña más alta de Europa a 5.632 metros sobre el nivel del mar. El relativo aislamiento de las gargantas empinadas ha llevado a altos niveles de endemismo y biodiversidad. El parque se encuentra en el centro de las montañas del Cáucaso, uno de los 22 parques nacionales del Cáucaso de diferentes nacionalidades, que cubre el 1,8% de la región. Está situado en el distrito de Elbrussky y el distrito de Zolsky, en la límite suroeste de la República de Kabardino-Balkar de Rusia.

## Topografía
El parque nacional Prielbrusye se encuentra en los picos y la ladera norte de las montañas centrales del Cáucaso, con algunas áreas de ladera sur, en altitudes que van desde 1400 hasta 5642 metros. El terreno incluye picos de montañas y crestas laterales, glaciares, flujos de lava, cuencas de lagos y elevaciones menores y un sistema limitado de valles boscosos. El monte Elbus está en el límite occidental del parque, en la frontera con la República Karachay-Cherkess. Las cabeceras del río Malka se forman en los glaciares del Elbrús y a través de una meseta debajo de la fuente glacial, que fluye hacia el norte y el este. El río Baksan fluye hacia el este de la montaña a través del nivel sur del parque. En la frontera sur se encuentra la frontera nacional con Georgia- Aproximadamente 155   km 2., o casi el 15,3% del territorio del parque, es glaciar o nieve permanente. 

## Ecorregión y clima
Prielbrusye se encuentra en los bosques mixtos del Cáucaso, una de las ecorregiones biológicamente más diversas del mundo. La diversidad se debe al encuentro de diferentes zonas ecológicas y a la variación de altitud.
Debido a su altitud, tiene un clima ártico (clasificación climática de Köppen, (ET)). Es un clima local en el que al menos un mes tiene una temperatura promedio lo suficientemente alta como para derretir la nieve (0 °C (32 °F), pero no hay mes con una temperatura promedio superior a 10 °C (50 °F).

## Flora y fauna

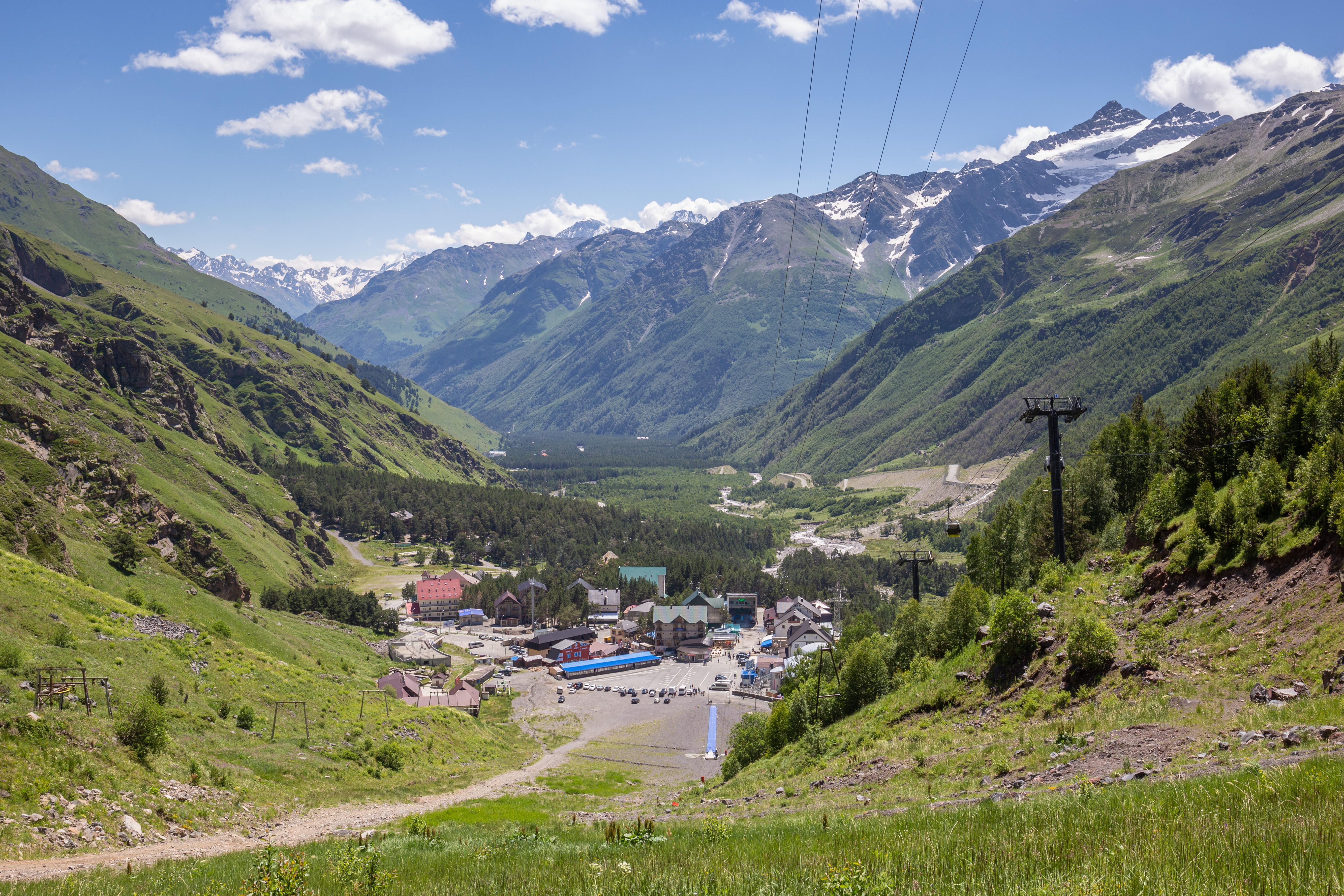
Vista del monte Elbrús a la lejanía

Las zonas de altitud conducen la flora del parque. En las elevaciones menores de los valles de los ríos se encuentran profundos bosques de coníferas, en su mayoría de pino. Lo inferior a este nivel es una mezcla de enebro, agracejo y rosa silvestre. Donde las áreas son más húmedas, se incluyen matorrales de frambuesas silvestres y grosellas. Por encima de eso hay un delgado cinturón de árboles de hoja ancha y arbustos en la zona subalpina. Sobre ellos hay prados alpinos y finalmente nieve, roca y hielo en los niveles más altos.
Los mamíferos forestales más comunes son lobos esteparios, chacales europeos, zorros rojos, linces caucásicos, jabalíes y osos pardos sirios.

## Turismo
Prielbrusye es un centro de deportes de montaña: esquí, senderismo y escalada. El parque también admite campamentos, recorridos en vehículos todo terreno y recorridos ecológicos. Se fomenta el turismo, tanto de residentes coemo de extranjeros, y hay instalaciones dentro del parque (seis pequeños asentamientos dentro de los límites) El parque está a 90 km al oeste de la ciudad de Nálchik.